# Seconda guerra civile in Sudan
La seconda guerra civile in Sudan ha avuto luogo dal 1983 al 2005, configurandosi come una prosecuzione della prima guerra civile sudanese che era durata dal 1955 al 1972. Iniziò nel Sud Sudan ma si diffuse nelle regioni delle montagne di Nuba e del Nilo Azzurro sul finire degli anni ottanta. Con 1,9 milioni di morti e 4 milioni di profughi fu una delle più sanguinose guerre dalla fine della seconda guerra mondiale.
Il conflitto ebbe ufficialmente fine con l'accordo di Naivasha, un trattato di pace firmato nel gennaio del 2005.

## Retroscena e cause
La guerra fu combattuta tra le popolazioni islamiche del nord e quelle di altra religione del sud. I regni delle sponde del fiume Nilo, hanno combattuto contro gli indigeni dell'entroterra del Sudan per secoli. Fin dal XVII secolo, il governo arabo tentò di sfruttare la popolazione cattolica dell'entroterra meridionale del Sudan.
Quando i britannici governavano il Sudan come una loro colonia, gestivano separatamente le aree meridionale e settentrionale scoraggiando il commercio fra un'area e l'altra.
Dopo il 1946 i britannici, sotto la pressione delle forze arabe settentrionali, fecero integrare le due aree con la lingua araba scelta come lingua nazionale e affidarono tutto il potere ai politici residenti a Khartoum, creando molta agitazione nei popoli del meridione.
Nel 1955 il rancore verso i musulmani del nord raggiunse un punto di rottura tra le truppe della regione equatoriale, quando il governo non mantenne la promessa fatta ai britannici di istituire il federalismo. Per i seguenti 17 anni seguì un lungo periodo di conflitto con i leader del Sudan meridionale. Altre cause molto importanti della guerra furono i giacimenti petroliferi nel sud, così come la presenza di acqua in abbondanza a confronto con il nord sahariano. Una guerra parallela fu combattuta dai Dinca contro i Nuer nel Sudan meridionale.

## La guerra civile

### 1983-1998
Nel 1983 il presidente Ja'far al-Nimeyri impose in tutto il paese la Shari'a, dichiarò lo stato d'emergenza, istituì speciali corti di giustizia in cui furono processati molti non musulmani residenti nella parte settentrionale del Paese, sciolse il governo del Sud. Di fronte a una simile escalation di manovre in aperta violazione degli Accordi di Addis Abeba del 1972, il Sud reagì con forza. Il colonnello John Garang, che come molti ex ribelli del movimento Anyanya era entrato a far parte dell'esercito nazionale dopo la prima guerra civile, organizzò l'Esercito di Liberazione del Popolo di Sudan (Sudan People's Liberation Army).
Lo SPLA, inizialmente formato da 3000 unità, insorse contro il governo centrale, dando inizio alla seconda guerra civile sudanese. Garang fu abile nel garantirsi contemporaneamente il sostegno sovietico (ed anche di Libia, Uganda ed Etiopia), presentando lo SPLA come movimento marxista, e quello americano, presentandosi come baluardo contro l'integralismo islamico. Nel settembre 1984, Nimeyri annunciò la fine dello stato di emergenza, smantellato i tribunali di emergenza, promulgato una nuova legge sul sistema giudiziario, dichiarando che i diritti dei non musulmani sarebbero stati rispettati, ma tutto questo non bastò a porre fine al conflitto.
Garang rifiutò di entrare a far parte dei governi del generale ʿAbd al-Rahmān Suwār al-Dhahab (che prese il potere con il colpo di stato del 6 aprile 1985) e di Sadiq al-Mahdi (eletto nell'aprile 1986), portando avanti la ribellione a Khartum mantenendo tuttavia rapporti diplomatici con il Democratic Unionist Party, alleato del governo centrale, nel tentativo di trovare un accordo di pace. Il 30 giugno 1989, un nuovo colpo di stato, destituì il presidente Sadiq al-Mahdi e portò al potere il regime militare del Fronte nazionale islamico (NIF), guidato dal generale Omar Hasan Ahmad al-Bashir. Al-Bashir intensificò il conflitto contro l'Esercito di Liberazione del Popolo di Sudan, prevedendo anche l'applicazione della Shari'a nelle regioni del Sud. Il governo di Khartum cercò di avvantaggiarsi dall'opposizione interna allo SPLA che aveva portato alla nascita di fazioni ribelli, in contrasto con la strategia di Garang.
La diffusione del conflitto nelle regioni delle montagne di Nuba, ha portato alla schiavitù oltre 200 000 donne e bambini. Durante la Guerra del Golfo l'appoggio sudanese al regime di Saddam Hussein ne causò l'isolamento internazionale e l'aperta opposizione statunitense. Dal 1993, l'Autorità intergovernativa per lo sviluppo, un'organizzazione internazionale politico-commerciale formata dai paesi del Corno d'Africa, ha messo in atto una serie di iniziative per la pacificazione del Sudan ma con esiti alterni. Nel 1994 si arrivò a una Dichiarazione di principi mirante ad individuare gli elementi essenziali necessari a una soluzione di pace globale e giusta: il rapporto tra religione e stato, la condivisione del potere, la ripartizione delle ricchezze e il diritto di autodeterminazione per il sud. Tuttavia il governo sudanese non firmò fino al 1997.
Nel 1995, la nascita della National Democratic Alliance (NDA), una coalizione di partiti di opposizione, determinò l'apertura di un fronte nord-orientale della guerra civile. Ad est nacquero' nuovi movimenti di liberazione (il Rashaida Free Lions e il Beja Congress), in particolare negli Stati del Cassala e Al-Qadarif.  Il 1995 segnò anche il coinvolgimento militare diretto in territorio sudanese di truppe eritree, etiopi e ugandesi in appoggio allo SPLA. Questi Paesi, inoltre, fornirono appoggi logistici e forniture all'Esercito di Liberazione del Popolo di Sudan, che ebbe la possibilità di addestrare e formare le sue truppe negli stati alleati. Anche gli Stati Uniti garantirono un appoggio indiretto alla causa indipendentista, con la concessione, nel febbraio 1998, di 20 milioni di dollari per assistenza militare "non letale" ai sostenitori dello SPLA (Uganda, Eritrea, Etiopia). Nel 1997, il governo firmò accordi con alcune fazioni ribelli. Molti dei leader ribelli assunsero ruoli marginali nel governo centrale e collaborarono in operazioni militari contro lo SPLA.

### 1999-2004, l'intervento internazionale
Nel 1999, l'Egitto e la Libia avviarono un'iniziativa congiunta (ELI) volta a realizzare il processo di pace da anni promosso dall'Autorità intergovernativa per lo sviluppo. Scopo principale dell'ELI consisteva nel portare i membri dell'opposizione non-meridionale ai colloqui. Tuttavia, evitando questioni controverse, come la secessione, l'ELI mancava del sostegno del SPLA, mentre il NDA accolse favorevolmente l'iniziativa. Nel settembre del 2001, l'ex senatore statunitense John Danforth venne designato Presidente per la pace in Sudan.
Lo scoppio della siccità nel 2000 impose un intervento internazionale con l'apertura di un canale di aiuti umanitari, volto a scongiurare il diffondersi della catastrofe. Con il Sudan Peace Act del 21 ottobre 2002, il governo degli Stati Uniti accusava il Sudan di genocidio per l'uccisione di oltre 2 milioni di civili dal 1983 nel sud durante la guerra civile.

### 2005, l'accordo di pace

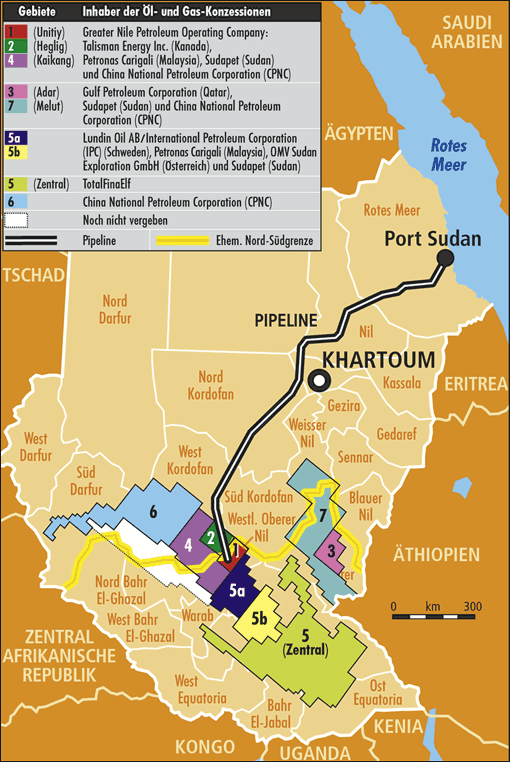
Carta delle concessioni petroliere e gasiere nell'area sudanese

Anche senza un cessate il fuoco, i colloqui di pace tra i ribelli del sud e il governo fecero progressi sostanziali nel 2003 e all'inizio del 2004. Un accordo globale di pace è stato firmato il 9 gennaio 2005 a Naivasha in Kenya. I termini fondamentali dell'Accordo di Naivasha sono:
- Il Sud avrà autonomia per sei anni, a cui seguirà il referendum sull'indipendenza del 2011.
- Entrambe le fazioni del conflitto creeranno una forza congiunta di 39 000 unità se il referendum secessionista deve risultare negativo.
- I proventi del petrolio saranno divisi equamente tra il governo e i ribelli durante il periodo dei sei anni di transizione.
- I posti di lavoro devono essere ripartiti in base a proporzioni stabilite.
- La legge islamica si applica solo al nord, mentre l'uso della sharia nel Sud deve essere deciso dall'assemblea eletta.

Nonostante violazioni e scontri, nel gennaio del 2011 si è arrivati al referendum che ha sancito, quasi all'unanimità, la nascità del nuovo stato del Sud Sudan, ponendo fine alla seconda guerra civile sudanese, una delle più lunghe del continente africano.
Rimane aperta la questione di Abyei, un'area di 10,460 km² posta al centro-sud del Paese, considerata una sorta di ponte fra nord e sud e a cui è concesso uno "speciale status amministrativo", reclamata da entrambe le parti in quanto fertile e ricca di petrolio.